# Kōstakīs Alexandrou
Kōstakīs Alexandrou (in greco: Κωστάκης Αλεξάνδρου; Nicosia, 24 novembre 1945) è un ex calciatore cipriota, di ruolo centrocampista.

## Carriera
Ha giocato la sua unica partita per la nazionale cipriota nel 1971.